# Le Vézier
Le Vézier è un comune francese di 191 abitanti situato nel dipartimento della Marna nella regione del Grand Est.

Le Vézier
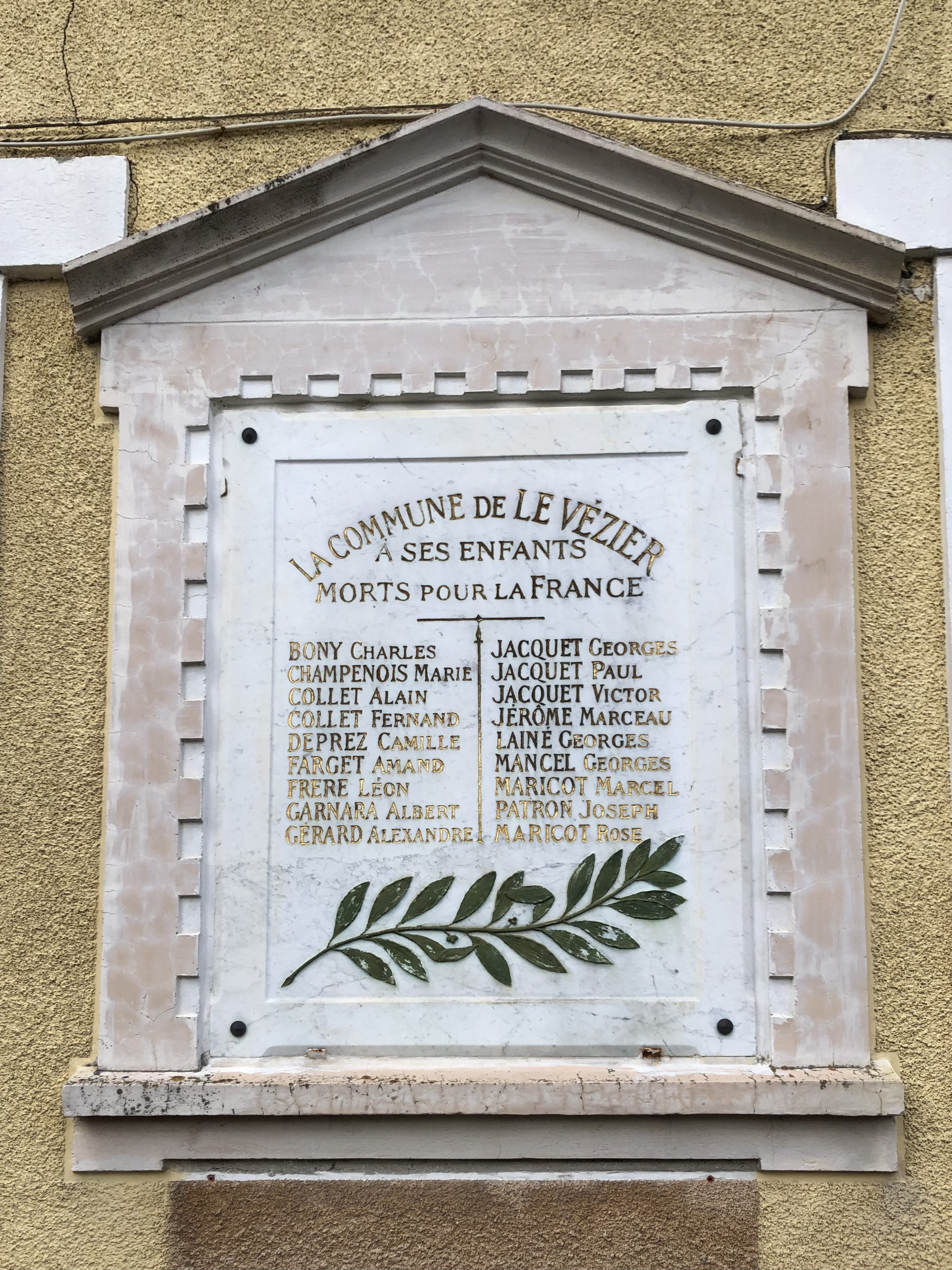
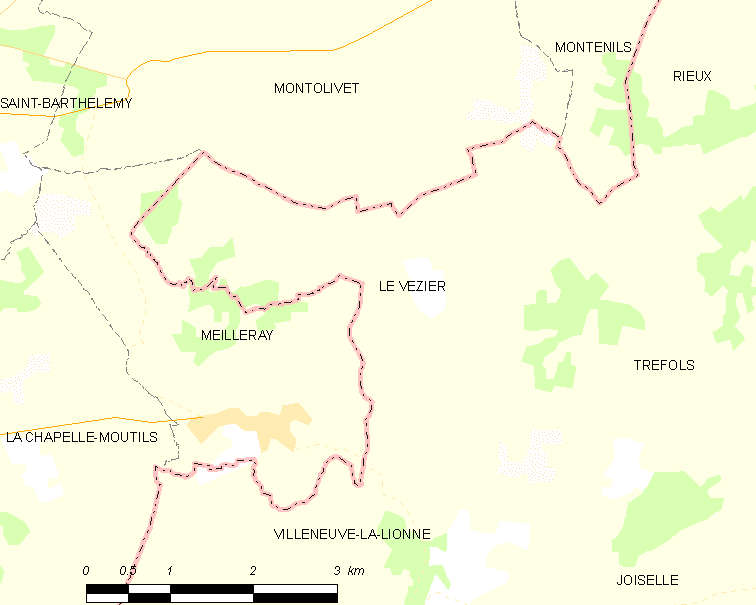

## Società

### Evoluzione demografica
Abitanti censiti